# 18
18 (XVIII) var ett normalår som började en lördag i den julianska kalendern.

## Händelser

### Okänt datum
- Strabon skriver Geographia (eller år 7).
- Tiberius och Germanicus blir konsuler i Rom.
- En vexillatio (underenhet) av Legio III Augusta utplånas i ett bakhåll i Africa.
- Kajafas blir överstepräst i Jerusalem.
- Den germanske hövdingen Arminius krossar markomannernas kungarike.
- Indo-parterna kontrollerar nu Taxila i Indien.

## Avlidna
- 20 mars – Publius Ovidius Naso (Ovidius), romersk poet (eller 17)